# Flögerhof
Flögerhof ist ein Ortsteil von Wolperath in der Gemeinde Neunkirchen-Seelscheid im Rhein-Sieg-Kreis.

## Lage
Flögerhof liegt auf einem Bergrücken zwischen Wahnbachtal und Dreisbachtal im Bergischen Land. Das frühere Dorf Wolperath liegt im Norden, das früher eigenständige Wiescheid im Süden. Im Osten liegt Renzert.

## Geschichte
Das Dorf gehörte bis 1969 zur Gemeinde Neunkirchen.
1830 hatte Flögerhof 20 Einwohner. 1845 hatte der Hof 12 katholische Einwohner in zwei Häusern. 1888 gab es 26 Bewohner in vier Häusern.
1901 hatte das Gehöft 13 Einwohner. Verzeichnet sind die Familien Seidenweber und Konsumlagerhalter Johann Abraham Esser, Näherin Catharina Henscheid, Ackerer Theodor Henscheid und Ackerer Peter Wilhelm Hoscheid.
1910 wohnten in Flögerhof der Konsumlagerhalter Johann Abraham Esser, Tagelöhner Peter Henscheid, Ackerer Theodor Henscheid, Schuster Wilhelm Klein und Ackerer Wilhelm Mailänder.